# 青年體育館
青年體育館（葡萄牙語：Arena da Juventude）是一座位於巴西里約熱內盧德奧多羅的室內體育館。此處為2016年夏季奧林匹克運動會籃球、現代五項賽事以及2016年夏季帕拉林匹克運動會輪椅擊劍比賽的舉辦地點。
場館的建造費用預計達4100萬美元。